# Лабдак
Лабда́к (дав.-гр. Λάβδακος) — батько Лаія. Був третім царем Фив після свого діда Кадма й батька Полідора. Після смерті Полідора, оскільки Лабдак був ще малолітнім, якийсь час Фивами правили Ніктей, а потім Лік.
За повідомленням Аполлодора, Лабдак був роздертий вакханками як і його двоюрідний брат Пенфей. Після смерті Лабдака влада захопив Лік, скориставшись тим, що син Лабдака Лай був ще малий.
Нащадки Лабдака називаються лабдакидами. Серед них Едіп, Антігона, Ісмена, Полінік та Етеокл.